# شتیگ، تیرول
شتیگ (به آلمانی: Steeg) یک منطقهٔ مسکونی در اتریش است که در ناحیه رویت واقع شده‌است. شتیگ ۶۸ کیلومتر مربع مساحت دارد ۱٬۱۲۲ متر بالاتر از سطح دریا واقع شده‌است.